# دينيس فالديز بيريز
دينيس فالديز بيريز (بالروسية: Вальдес Перес, Денис Умбертович)‏ (26 فبراير 1979 في روسيا - ) هو لاعب كرة قدم روسي في مركز حراسة المرمى. لعب مع أورالان إليستا وFC Spartak-MZhK Ryazan ‏ وFC CFKiS Lobnya ‏ وFC Lokomotiv-KMV Mineralnye Vody ‏ وFC Khimik-Arsenal ‏.